# La Crème
La Crème è stato un gruppo musicale hip hop italiano formati rispettivamente dal DJ producer Mace e dal rapper Jack the Smoker, entrambi membri del collettivo Spregiudicati.

## Storia del gruppo
Il duo si conobbe alle scuole medie di Pioltello, con Jack the Smoker che ha successivamente rivelato inoltre che è stato proprio Mace a introdurlo nel mondo dell'hip hop, scambiandosi varie musicassette e CD. Nel 2003 realizzarono e pubblicarono l'unico album in studio L'alba per poi sciogliersi poco tempo dopo, intraprendendo carriere soliste.

Riguardo alle motivazioni legate alla non realizzazione di un secondo disco Mace dichiarò:
Nonostante ciò, negli anni seguenti Mace ha prodotto varie basi per gli album di Jack the Smoker V.Ita, Ho fatto tardi e Jack uccide, mentre il rapper ha preso parte al brano Dio non è sordo di Mace, incluso nell'album OBE di quest'ultimo. E da ricordare anche la puntata del web show di Bassi Maestro, DownWithBassi dove si parla delle carriere soliste dei componenti e al gruppo.

## Formazione
- Jack the Smoker – voce
- Mace – campionatore, produzione

## Discografia
- 2003 – L'alba